# Penelopa (imię)
Penelopa – imię żeńskie greckiego pochodzenia, wywodzące się od greckiego πηνελοψ (gatunek kaczki). Patronką tego imienia w Kościele katolickim jest św. Penelopa, żyjąca w IV wieku.
Penelopa imieniny obchodzi 5 maja.

## Znane osoby
- Penelopa – żona Odyseusza
- Penelope Anne Coelen – Miss World w 1958
- Penélope Cruz – aktorka
- Penelopa Flamel – żona Nicolasa Flamela
- Penelope Ann Miller (ur. 1964) – amerykańska aktorka
- Penelope Plummer – Miss World w 1968

## Postaci fikcyjne
- Penelopa Clearwater – postać z cyklu o Harrym Potterze
- Penelope Aldaya – postać z Cienia Wiatru autorstwa hiszpańskiego pisarza Carlosa Ruiza Zafóna
- Penelopa Moore – postać z cyklu Ulysses Moore